# Никола Протулипац
Никола Протулипац (Сомбор, 19. јул 1966 – Београд, 24. март 2014) био је српски глумац и музичар.

## Биографија
Никола Протулипац је по рођењу Сомборац, али је детињство провео у Нишу, где је завршио основну, средњу и музичку школу. У  Приштини је уписао Факултет уметности у класи професора Светозара Рапајића, а заједно са колегиницом Александром Михајловић је дипломирао извођењем представе: Беле ноћи (драматизација новеле Достојевског) у Малом позоришту "Душко Радовић" у Београду. Протулипац је глумио у домаћим филмовима и серијама, али је углавном радио као позоришни глумац. Највећи допринос је дао Малом позоришту „Душко Радовић” у Београду, чији је био члан до смрти. У свом професионалном изразу се руководио ставом да права позорница није сцена, већ срце гледаоца.
Својим ликовима је прилазио веома темељно и посвећено, радећи их за децу коју је истински волео.
Поред глуме је свирао клавијатуре, а будући изванредног гласа, током живота је био члан неколико бендова.

### Позоришне представе
| бр. | Представа                          | Улога                                            | Премијера                 | Позориште                      | Град    |
| --- | ---------------------------------- | ------------------------------------------------ | ------------------------- | ------------------------------ | ------- |
| 1.  | Оковани Прометеј                   |                                                  | 14. јун 1994.             | Народно позориште              | Ниш     |
| 2.  | Антигона                           |                                                  | 12. новембар 1994.        | Народно позориште              | Ниш     |
| 3.  | Бајковизија                        | Принц                                            | 10. април 1997.           | Мало позориште „Душко Радовић” | Београд |
| 4.  | Две обале                          | Ветропир, Црни барјактар                         | 14. јун 1997.             | Мало позориште „Душко Радовић” | Београд |
| 5.  | Најлепша лука                      |                                                  | 13. септембар 1997.       | Мало позориште „Душко Радовић” | Београд |
| 6.  | Велика крађа сатова                | Седокоси часовничар, Месец                       | 19. септембар 1997.       | Мало позориште „Душко Радовић” | Београд |
| 7.  | Новогодишња авантура Таличног Тома |                                                  | 21. децембар 1997.        | Мало позориште „Душко Радовић” | Београд |
| 8.  | Четворо против Бабароге            | Брз ветар                                        | 13. децембар 1998.        | Мало позориште „Душко Радовић” | Београд |
| 9   | Звездани дечак                     | Стражар I, Ветар                                 | 8. април 1999.            | Мало позориште „Душко Радовић” | Београд |
| 10. | Господин Радовић                   | Професор                                         | 19. јануар 2001.          | Мало позориште „Душко Радовић” | Београд |
| 11. | Био једном један лав               | Велики папир, Плава линија, Тата крокодил, Мачак | 25. март 2001.            | Мало позориште „Душко Радовић” | Београд |
| 12. | Девојчица са шибицама (обнова)     |                                                  | Обнова 2. јун 2001.       | Мало позориште „Душко Радовић” | Београд |
| 13. | Сестре по метли                    | Бака Ведервакс                                   | 23. октобар 2001.         | Мало позориште „Душко Радовић” | Београд |
| 14. | Баш Челик (обнова)                 | Див                                              | Обнова 17. новембар 2001. | Мало позориште „Душко Радовић” | Београд |
| 15. | Црвенкапа из предграђа             | Милојко                                          | 21. децембар 2001.        | Мало позориште „Душко Радовић” | Београд |
| 16. | Приче из Мерлиновог замка          | Мерлин                                           | 20. децембар 2002.        | Мало позориште „Душко Радовић” | Београд |
| 17. | Школа                              | Генијев тата                                     | 21. јун 2004.             | Мало позориште „Душко Радовић” | Београд |
| 18. | Петар Пан                          | Татини асистенти / Гусари, Старки                | 25. март 2005.            | Мало позориште „Душко Радовић” | Београд |
| 19. | Андерсенови кувари                 | Кувар                                            | 5. децембар 2005.         | Мало позориште „Душко Радовић” | Београд |
| 20. | Добро јутро, Господине Зеко!       | Шеф, Други                                       | 25. мај 2006.             | Мало позориште „Душко Радовић” | Београд |
| 21. | Лек од бресквиног лишћа            | Ласта, Лептир, Пепељуга                          | 23. октобар 2007.         | Мало позориште „Душко Радовић” | Београд |
| 22. | Конац дело краси                   |                                                  | 20. децембар 2007.        | Мало позориште „Душко Радовић” | Београд |
| 23. | Степа                              |                                                  | 10. мај 2008.             | Мало позориште „Душко Радовић” | Београд |
| 24. | Оливер Твист                       | Соубери, Барни Сачма, Гдин Браунло               | 20. март 2009.            | Мало позориште „Душко Радовић” | Београд |
| 25. | Пинокио                            | Ђепето                                           | 11. септембар 2012.       | Мало позориште „Душко Радовић” | Београд |

Списак представа је преузет са сајта Музеја позоришне уметности Србије и из Годишњака позоришта Србије.

### Филмови и серије
- Рат уживо (2000) - глумац
- Породично благо (2004), четири епизоде - лекар
- Стижу долари (2004-2006), три епизоде - члан странке 2, гинеколог
- Бела лађа (2007), једна епизода
- Здухач значи авантура (2011) - аутомеханичар[1]

### Бендови
- Agnus Dei - Planeta zemlja  (нишки пост-новоталасни бенд, формиран крајем осамдесетих година 20. века, а 1995. је објављен једини албум „Баш лепо” за КПГТ)[7]
- Кабаре, Београд
- Диклић и пријатељи (клавијатуре).